# TTS Trenčín
 (août 2024).
Si vous disposez d'ouvrages ou d'articles de référence ou si vous connaissez des sites web de qualité traitant du thème abordé ici, merci de compléter l'article en donnant les références utiles à sa vérifiabilité et en les liant à la section « Notes et références ».
Maillots
Le TTS Trenčín est un ancien club slovaque de football basé à Trenčín. Le club, qui a notamment été finaliste de la Coupe Mitropa, fusionne en 1993 avec le TJ Ozeta Dukla Trenčín.

## Palmarès
- Championnat de Tchécoslovaquie
  - Vice-champion : 1963

- Coupe de Tchécoslovaquie
  - Finaliste : 1978

- Coupe de Slovaquie
  - Vainqueur : 1978

- Coupe Mitropa
  - Finaliste : 1966